# Coscineuscelus amplectens
Coscineuscelus amplectens is een keversoort uit de familie bladrolkevers (Attelabidae). De wetenschappelijke naam van de soort werd in 1833 gepubliceerd door Carl Gustaf Mannerheim.